# Olivier de La Marche

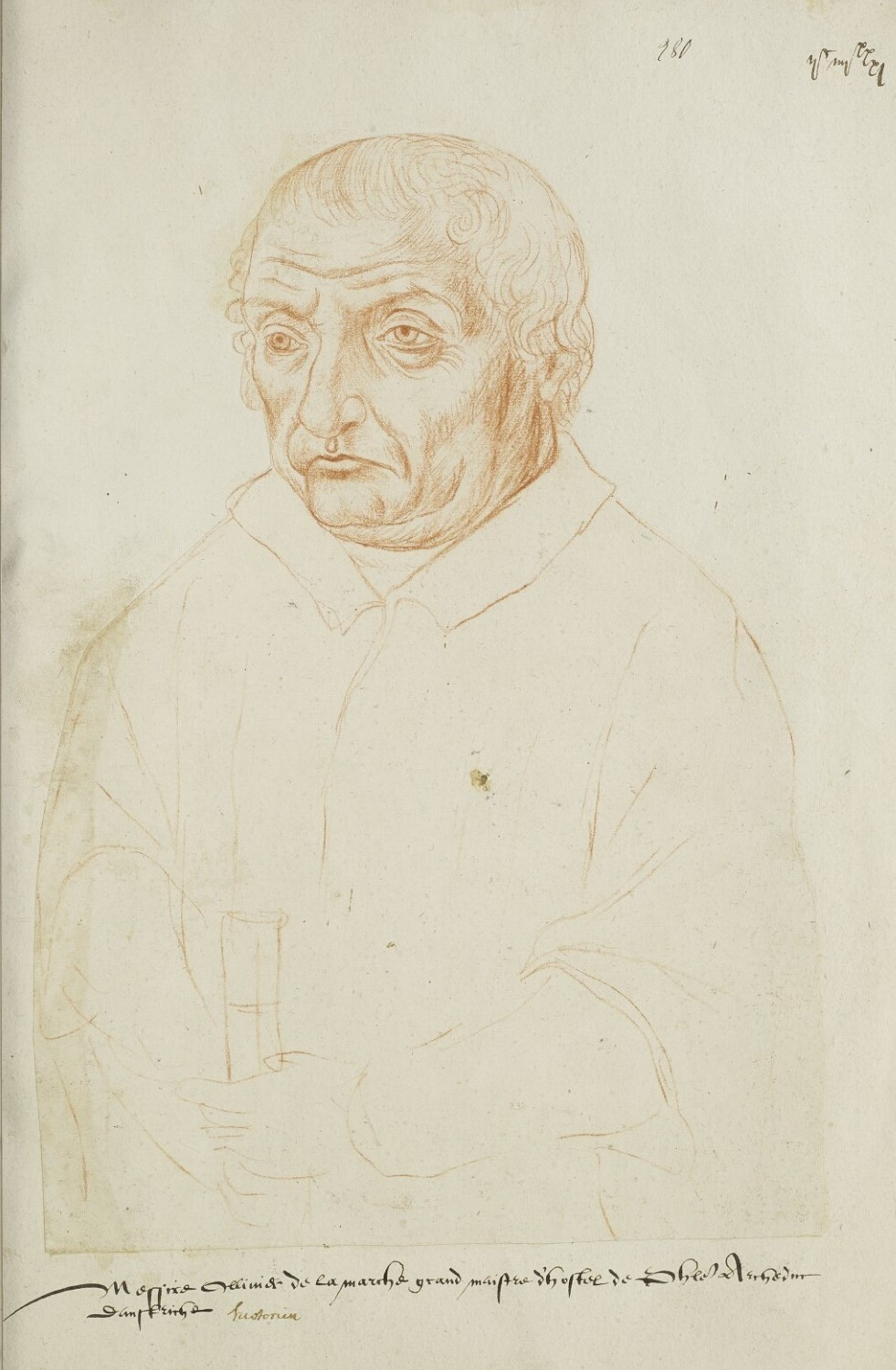
Desenho contemporâneo de de la Marche

Olivier de la Marche (Villegaudin,1425 - Bruxelas, 1502) foi um cortesão, soldado, cronista e poeta nas últimas décadas do Ducado de Borgonha independente. Era próximo de Carlos, Duque de Borgonha, e após a sua morte ocupou o importante cargo de maître d'hotel da sua filha Maria de Borgonha e do seu marido, tendo sido enviado em missão como embaixador em França.

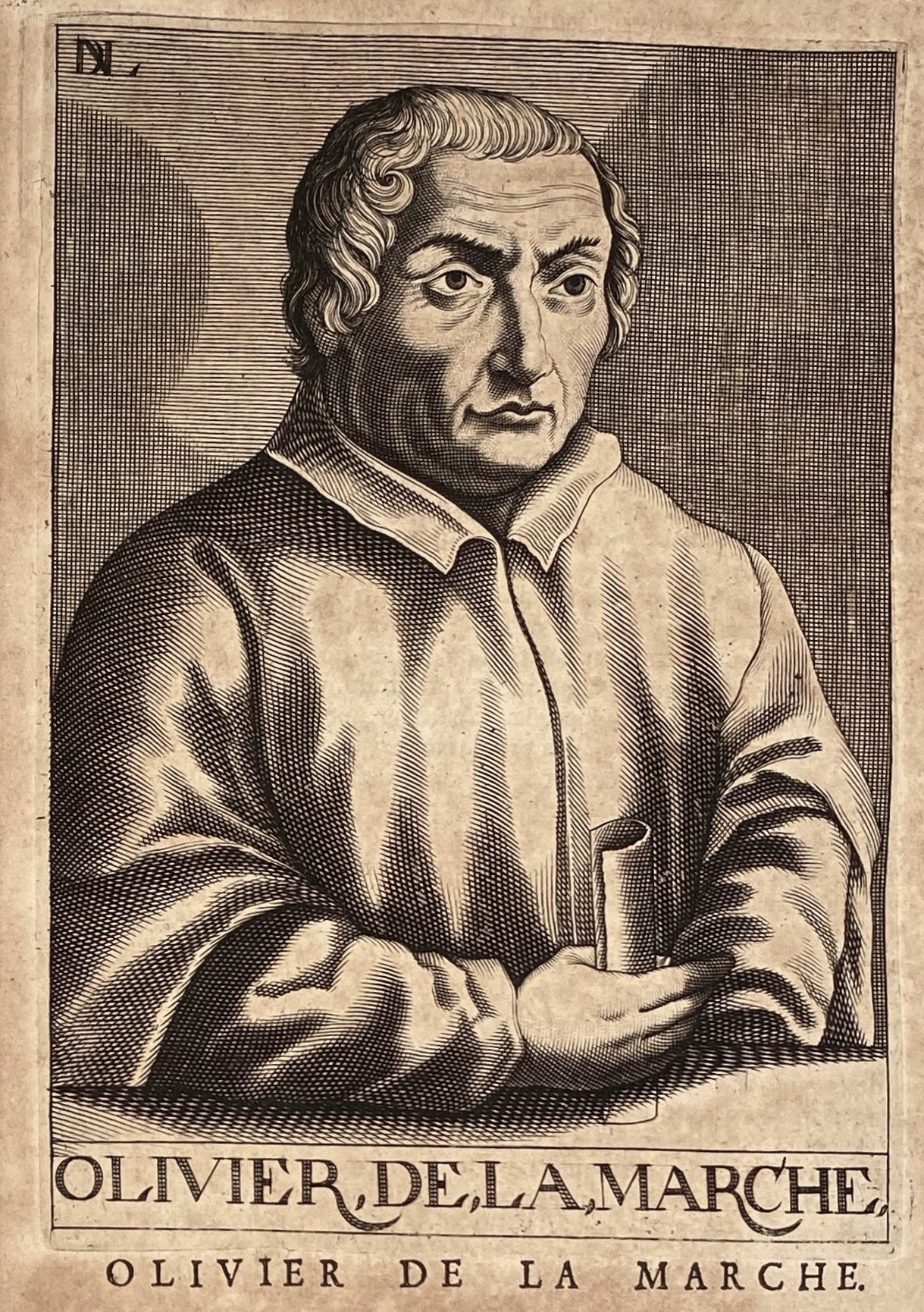
Olivier de La Marche

Assistiu de perto à disputa da Flandres entre o reino de França e a dinastia dos Habsburgos, após a morte de Carlos. A região ocupava então um lugar central no Império, sobre o qual Carlos V e os seus sucessores pretendiam ter hegemonia.
A sua obra mais conhecida são as suas memórias, publicadas em 1562.